# Pseudostellaria rigida
Pseudostellaria rigida är en nejlikväxtart som först beskrevs av Komarov, och fick sitt nu gällande namn av Ferdinand Albin Pax. Pseudostellaria rigida ingår i släktet Pseudostellaria och familjen nejlikväxter. Inga underarter finns listade i Catalogue of Life.